# Santa Engracia del Jubera
Santa Engracia del Jubera es un municipio de la comunidad autónoma de La Rioja (España).

## Historia
Santa Engracia perteneció durante siglos a la población de Jubera, hecho que se invirtió a mediados del siglo XX. Esta última aparece citada por primera vez en el siglo IX, época en la que se convierte en plaza fuerte. Dos siglos más tarde, Jubera formó parte de una trasmisión que Doña Estefanía hizo al infante de Pamplona don Fernando. En el siglo XIII, el castillo de Jubera pasó a manos de Don Sancho de Navarra, usado como garantía en la tregua con Alfonso VIII de Castilla.
La población perteneció a la familia Rodríguez Cisneros durante el siglo XVIII.

### Icnitas
Durante el periodo Cretácico inferior formó parte de una llanura encharcada que se desecaba periódicamente, dejando atrás zonas fangosas en las que las huellas de dinosaurio quedaban marcadas a su paso. Con el tiempo éstas se secaban y cubrían con nuevos sedimentos cuyo peso prensaba las capas inferiores, haciéndolas solidificar en rocas con el paso de millones de años. La erosión ha ido desgastando las capas superiores haciendo visibles muchas de estas formaciones rocosas, permitiendo observar las icnitas.
En el municipio se encuentra el yacimiento de San Martín 1, 2 y 3. Se sitúan cerca de la localidad de San Martín, junto a un barranco. Su acceso es difícil en el yacimiento 1 y muy difícil en los otros dos. En ellos se observan varios rastros de huellas de dinosaurios carnívoros y herbívoros. En el primer yacimiento aparecen 18 huellas en las que destacan dos rastros bien marcados de herbívoros que caminaban a cuatro patas. En el segundo aparecen 7 huellas, con dos rastros de herbívoro caminando a dos patas (ornitópodos) con dedos anchos con terminación redondeada y unidos por una membrana. Tienen la peculiaridad de ser el segundo lugar de La Rioja donde se han descubierto este nuevo tipo de icnita bautizado como Hadrosaurichnoides igeensis en honor de su primera aparición en Igea. En el tercero se identifican tres rastros de carnívoros, uno de ellos semiplantígrado.

## Geografía humana

### Demografía
Cuenta con una población de 192 habitantes (INE 2024).
| Gráfica de evolución demográfica de Santa Engracia del Jubera entre 1842 y 2021 |
| |
| Población de derecho según los censos de población del INE Población de hecho según los censos de población del INEEn estos censos se denominaba Jubera: 1842, 1860, 1877, 1887, 1897, 1900, 1910, 1920, 1930 y 1940 Entre el censo de 1877 y el anterior, crece el término del municipio porque incorpora a 26502 (El Collado) Entre el censo de 1857 y el anterior, disminuye el término del municipio porque independiza a 26502 (El Collado) |

El municipio hasta 1940 se denominaba Jubera, ya que era esta localidad la principal del municipio y tenía una mayor importancia histórica. El municipio venía perdiendo población desde finales del XIX por la emigración de la población a América, sobre todo a Argentina y Chile en busca de mejores oportunidades. Esto se debía a la precariedad con la que se vivía en las aldeas más altas del término: Bucesta, Reinares, Santa Marina, El Collado, San Martín y Santa Cecilia, donde la economía era de subsistencia, y se había producido una gran pérdida de importancia de la ganadería ovina, prácticamente la única en el municipio.
En los años 40 la población aumento gracias a la instalación de las minas de plomo entre las localidades de Jubera y San Bartolomé. En ellas llegaron a trabajar 100 personas, tanto de la zona como llegadas de País Vasco o Extremadura. 
Pero tras el cierre de estas en los años 60 la población volvió a descender, puesto que todos los que allí trabajaban emigraron, principalmente a Logroño. A esto se sumó la emigración constante que se venía produciendo desde mediados del siglo XIX. En estos años algunas de sus aldeas quedaron totalmente abandonadas.
Por ello Santa Engracia del Jubera es uno de los municipios que ha sufrido una mayor despoblación de toda la provincia, desde los años 60 ha perdido el 80 % de su población. Los años más críticos fueron las décadas de los 60 y 70, pero desde entonces sólo ha conseguido mantener a duras penas su población, descendiendo levemente.
A pesar de todo ello, algunas de sus aldeas han vuelto a ser habitadas y sus casas han sido restauradas, después de varias décadas abandonadas.
Entre 1842 y 1857, disminuye el término del municipio porque independiza a El Collado.
Entre 1860 y 1877, crece el término del municipio porque incorpora de nuevo a El Collado.

### Población por núcleos

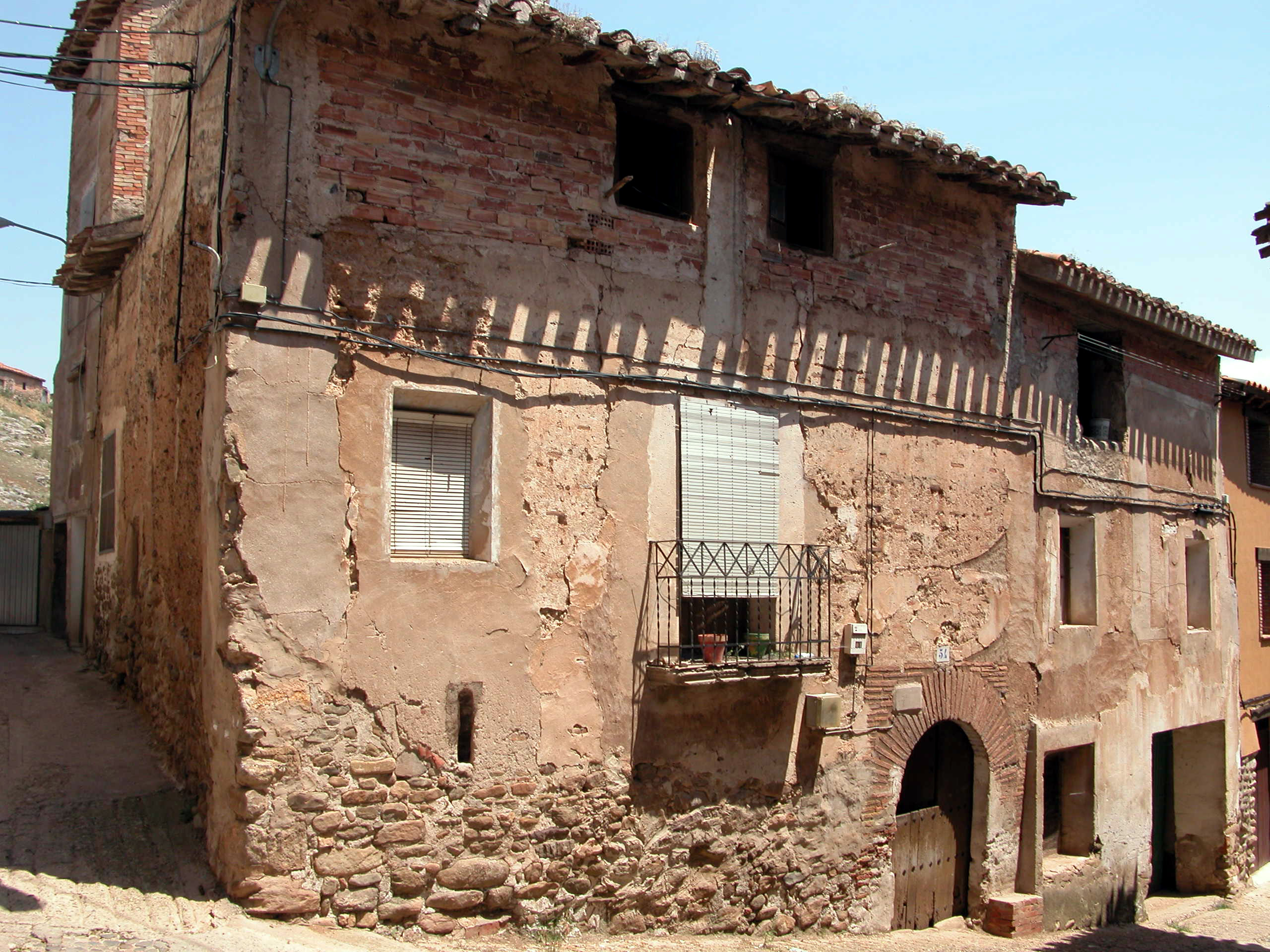
Muestra de arquitectura de la zona

Desglose de población según el Padrón Continuo por Unidad Poblacional del INE.
| Núcleos                   | Habitantes (2014) | Varones | Mujeres | Notas                                                                                           |
| ------------------------- | ----------------- | ------- | ------- | ----------------------------------------------------------------------------------------------- |
| Santa Engracia del Jubera | 88                | 57      | 31      |                                                                                                 |
| Bucesta                   | 0                 | 0       | 0       | El 2014 ha sido el único año que su censo ha estado despoblado, actualmente habitan 2 personas. |
| El Collado                | 0                 | 0       | 0       | Despoblado. Aunque no hay personas censadas, sí que habitan 4 personas de continuo.             |
| Jubera                    | 49                | 25      | 24      | Llegó a tener más de 1400 habitantes en el siglo XIX                                            |
| Reinares                  | 0                 | 0       | 0       | Despoblado                                                                                      |
| San Bartolomé             | 6                 | 5       | 1       |                                                                                                 |
| San Martín                | 2                 | 1       | 1       |                                                                                                 |
| Santa Cecilia             | 3                 | 2       | 1       |                                                                                                 |
| Santa Marina              | 11                | 7       | 4       |                                                                                                 |

## Economía

### Evolución de la deuda viva
El concepto de deuda viva contempla sólo las deudas con cajas y bancos relativas a créditos financieros, valores de renta fija y préstamos o créditos transferidos a terceros, excluyéndose, por tanto, la deuda comercial.
| Gráfica de evolución de la deuda viva del ayuntamiento entre 2008 y 2014                             |
| |
| Deuda viva del ayuntamiento en miles de Euros según datos del Ministerio de Hacienda y Ad. Públicas. |

La deuda viva municipal por habitante en 2014 ascendía a 264,15 €.

## Administración
| Periodo   | Nombre                           | Partido |
| --------- | -------------------------------- | ------- |
| 1979-1983 | Basilio Fernández Sáenz          | UCD     |
| 1983-1987 | Basilio Fernández Sáenz          | AP      |
| 1987-1991 | José Joaquín Fernández Fernández | AP      |
| 1991-1995 | José Joaquín Fernández Fernández | PP      |
| 1995-1999 | José Joaquín Fernández Fernández | PP      |
| 1999-2003 | José Joaquín Fernández Fernández | PP      |
| 2003-2007 | Óscar Fernández Fernández        | PP      |
| 2007-2011 | Óscar Fernández Fernández        | PP      |
| 2011-2015 | Óscar Fernández Fernández        | PP      |
| 2015-2019 | Óscar Fernández Fernández        | PP      |
| 2019-2023 | Óscar Fernández Fernández        | PP      |

## Monumentos

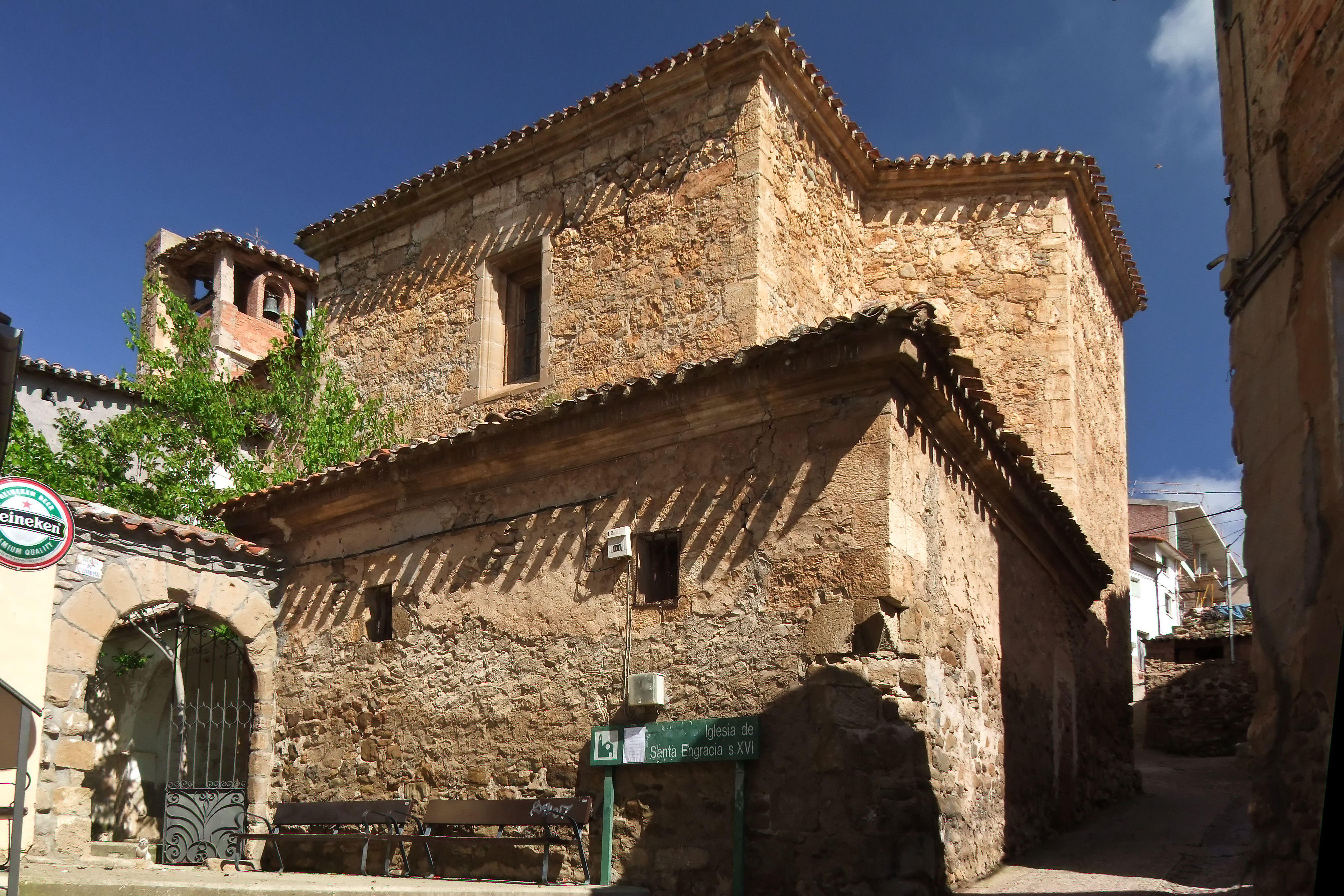
Iglesia de Santa Engracia

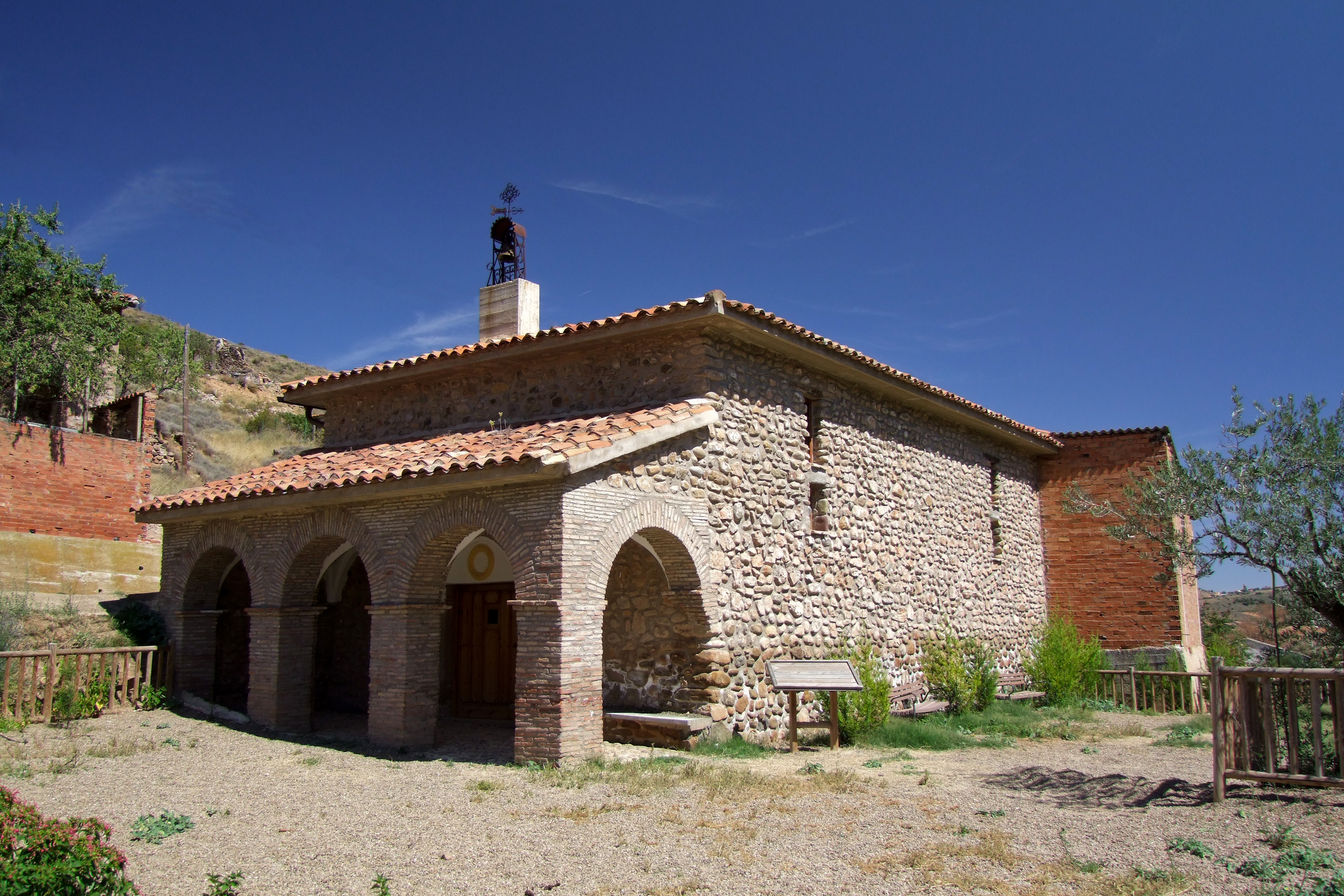
Ermita de San Juan Bautista

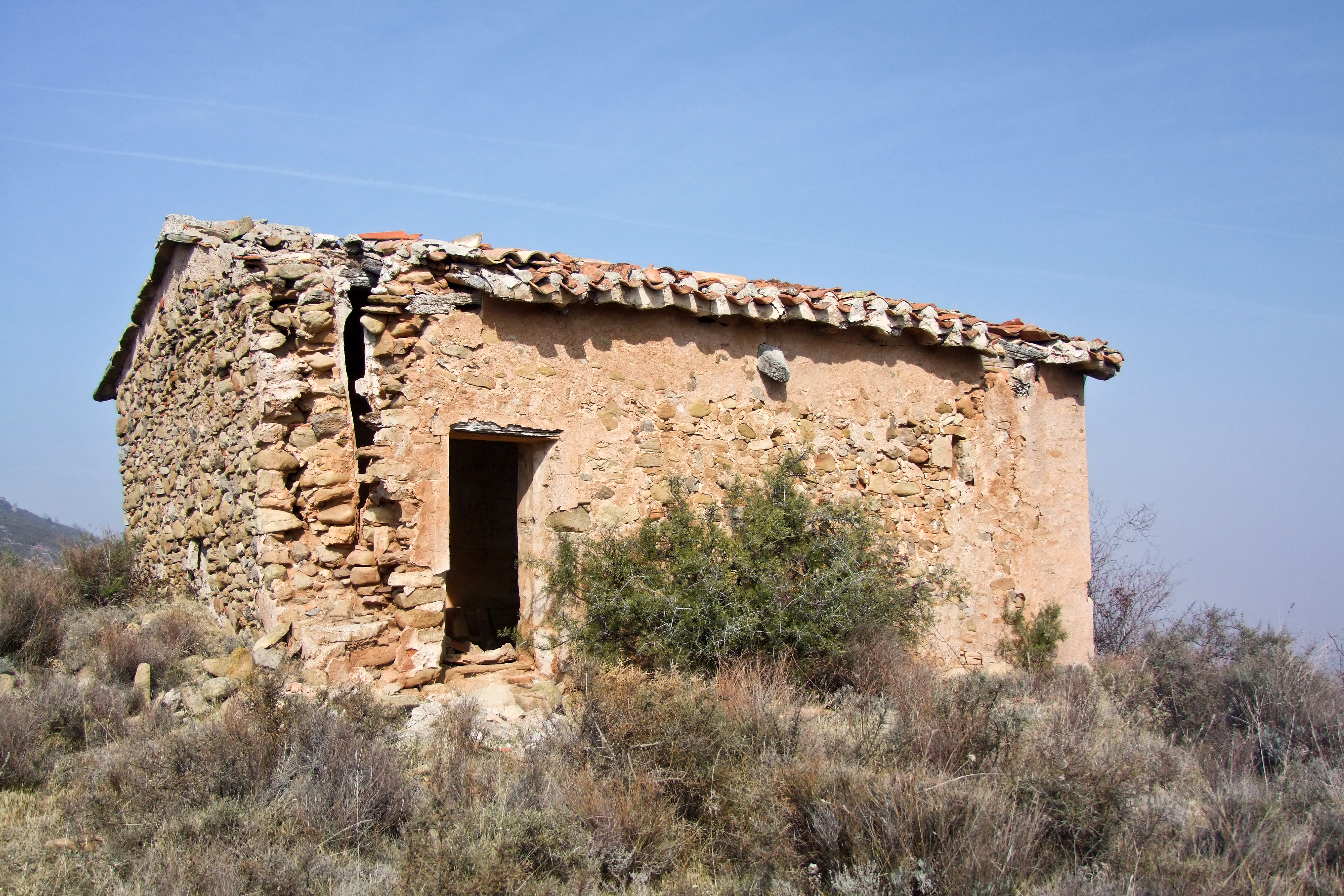
Ermita de San Cristóbal

- Iglesia de Santa Engracia. Construida en el siglo XIII, fue rehabilitada en el siglo XVII. Consta de una nave de tres tramos. En su interior destaca el retablo principal.
- Iglesia de Santo Tomás. Construida también durante el siglo XIII, aunque gran parte de la misma data del siglo XVI.
- Ermita de San Juan Bautista.
- Ermita de San Cristóbal.